# Vsevolod Safonov
Pour les articles homonymes, voir Safonov.
Vsevolod Dmitrievitch Safonov (en russe : Все́волод Дми́триевич Сафо́нов), né le 9 avril 1926 à Moscou et mort le 6 juillet 1992 également dans cette ville, est un acteur soviétique, nommé artiste du Peuple de la RSFSR en 1974. Il est le père de l'actrice Elena Safonova.

## Biographie
Orphelin de père, Vsevolod Safonov vit avec sa mère dans la cité-jardin Sokol dans le District administratif nord de Moscou. Il sort diplômé de l'Institut d'art dramatique Boris Chtchoukine (classe d'Anna Orochko) en 1949, et se voit invité dans la troupe du Théâtre de Chambre d'Alexandre Taïrov. Après la fermeture du Théâtre de Chambre en 1950, il se produit sur scène du Théâtre académique de la Satire de Moscou. En 1952, il devient acteur du théâtre dramatique des forces armées soviétiques en Allemagne. De retour en Union soviétique en 1955, il entame une carrière cinématographique aux studios Lenfilm. Depuis 1958, il travaille au théâtre national d'acteur de cinéma. On lui décerne le titre honorifique d'artiste émérite de la RSFSR en 1965 et le titre d'artiste du peuple de la RSFSR en 1974. Mort d'un cancer du poumon le 6 juillet 1992, Vsevolod Safonov est inhumé au cimetière Khovanskoïe de Moscou.

## Filmographie partielle
- 1956 : Les Soldats (Солдаты) de Aleksandre Ivanov (ru) : lieutenant Youri Krzhnetsov
- 1957 : L'Orage de Mikhail Dubson
- 1959 : Leurs premières amours
- 1961 : Cinq jours, cinq nuits (Fünf Tage – Fünf Nächte / Пять дней, пять ночей) de Leo Arnchtam : capitaine Léonov
- 1963 : La Tragédie optimiste (Оптимистическая трагедия) de Samson Samsonov : Beringue
- 1963 : Le Silence (Тишина) de Vladimir Bassov : Pavel Sviridov
- 1965 : L'Hyperboloïde de l'ingénieur Garine (Гиперболоид инженера Гарина) d'Aleksandr Gintsburg : Vassili Chelga
- 1968 : Le Glaive et le Bouclier (Щит и меч) de Vladimir Bassov : Gvozd
- 1970 : Gare de Biélorussie (Белорусский вокзал) de Andreï Smirnov : journaliste Kiriouchine
- 1972 : Le Domptage de feu (Укрощение огня) de Daniil Khrabrovitsky : Leonid Sretenski
- 1980 : Version espagnole (lv) (Spāņu variants) d'Eriks Lacis : chef des renseignements
- 1983 : Invincible (Непобедимый) de Youri Boretski (ru) : Nikolaï Podvoïski
- 1983 : Anna Pavlova (Анна Павлова) de Emil Loteanu : Woldemar Freedricksz
- 1990 : Déjà vu de Juliusz Machulski : professeur Babotchkine